# Jerutka
Jerutka (Kanał Wschodni) – kanał, dopływ Rozogi.
Jerutka wypływa z jeziora Marksoby i płynie na południe z odchyleniem na wschód, na granicy gminy Świętajno wpada do Rozogi. Przepływa m.in. przez miejscowości Jerutki i Jeruty.
Na skanie mapy topograficznej datowanej w geoportalu na 1965 r. Jerutka jest dłuższa i płynie aż do granicy województw, gdzie w pobliżu miejscowości Wujaki łączy się Radostówką.